# ビッグE
ビッグE（Big E、1986年3月1日 - ）は、アメリカ合衆国のパワーリフターであり、プロレスラー。フロリダ州タンパ出身。WWE所属。本名はエトーリ・ユーウェン（Ettore Ewen）。

## 来歴

### パワーリフティング
学生時代、アイオワ大学でアメリカンフットボールで活動し、ディフェンスラインとして活躍。また、在学中に掛け持ちでしていたパワーリフティングに適性があることを見出し、卒業後にはパワーリフティング選手としてUSAPL（USAパワーリフティング）が主催するUSパワーリフティング・チャンピオンシップ2010、RAWナショナル・パワーリフティング・チャンピオンシップ2011にて高記録を残した。

### FCW / NXT
2009年、WWEとディペロップメント契約。傘下団体のFCWにてウィリアム・ラングストン（William Langston）のリングネームでデビュー。同年、ビッグ・E・ラングストン（Big E. Langston）に変更。2010年、前座の位置からステップアップし、スキップ・シェフィールドとタッグを組んでタッグ戦線に乗り込むも、シェフィールドの引き立て役となることが多かった。
2011年、カルバン・レインズとタッグを組んでFCWフロリダタッグチーム王座を奪取した。
2012年、ニック・ロジャースとタッグチーム、チーム・ジャケット（Team Jacked）を結成し活動するが、FCWが新人発掘番組であるNXTと合併し新生NXTへと移行後タッグは自然解消。NXTではシングルで活動し、エイデン・イングリッシュ & カマーチョと抗争。この二人とハンディーキャップマッチを行うこともあったがいずれも勝利。12月6日にはNXT王者であるセス・ロリンズからベルトを奪取した。

### WWE
2012年12月17日、WWEに昇格。RAWのメインイベントであるAJ・リー & ドルフ・ジグラー vs ジョン・シナ & ヴィッキー・ゲレロのミックスマッチにてシナがジグラーを攻める間にAJ・リーから呼ばれ登場し、シナを倒した。以降、ジグラー、AJと行動を共にして2013年、WrestleMania 29ではWWEタッグ王者のヘル・ノーと対戦し、敗戦。しかし翌日のRAWでダニエル・ブライアンとシングルマッチを行い仲間のアシストに助けられ勝利した。その後アルベルト・デル・リオとジャック・スワガー、そしてジグラーが世界ヘビー級王座を巡っての抗争を始めたことで、それに関するシングルマッチやタッグマッチをしつつジグラーをアシストした。6月、NXTにてボー・ダラスに敗れNXT王座を陥落。7月には、ジグラーがベビーターンしAJを振ったことから抗争になり、PPVであるSummerSlamで対戦するも敗戦。以降、しばらくSuperstarsやMain Eventでの出場が中心としていた。10月19日のSmackDownにおいてCMパンクとの試合後、パンクを襲撃しようとしたカーティス・アクセルとライバックからパンクを守りベビーターン。そして11月18日のRAW CountryにてIC王座を保持するアクセルと対戦して勝利し、ベルトを奪取した。
2014年2月よりリングネームをビッグ・E（Big E）へとマイナーチェンジ。ファンダンゴやダミアン・サンドウ、ジャック・スワガー等から王座防衛をしていたが、5月4日のExtreme Rules 2014にてバッドニュース・バレットに敗れ王座陥落した。11月よりエグゼビア・ウッズ、コフィ・キングストンとゴスペルギミックであるニュー・デイなるユニットを結成してPVを開始し、28日のSmackDownにカーティス・アクセル & スレイター・ゲイター（ヒース・スレイター & タイタス・オニール）とトリオマッチを行い勝利した。
2015年4月26日、Extreme Rules 2015にてキングストンと組んでWWEタッグ王座を保持するブラス・リング・クラブ（セザーロ & タイソン・キッド）に挑戦して勝利し、ベルトを奪取した。
2022年3月11日放送のスマックダウンにて、タッグマッチ中にリッジ・ホランドから場外でフロント・スープレックスを受け、首から落下。第1頸椎と第6頸椎を骨折し欠場に入った。

## その他
- NXTでは勝利した際、倒した相手に追い打ちをかけるフィニッシャーを決めて5カウントを数えるパフォーマンスをしていた。

## 得意技

### フィニッシュ・ホールド
ビッグ・エンディング
フィニッシャー。フロントパワースラムの体勢からカッターへと移行する。
ビッグ・スプラッシュ
ストレッチマフラー
相手の片足を自分の首の後ろに巻きつけて相手を中吊り状態で持ち上げて相手の膝裏関節にダメージを与える。

### 打撃技
エルボー
エルボー・スタンプ
バックハンド・チョップ
チョップ・スマッシュ
クローズライン
スピアー
通常のスピアーではなくエプロンにいる相手にスーサイド・ダイブのような形で行う。
Eトレイン
ランニング・ボディブロック

### 投げ技
スープレックス
スーパープレックス
ベリー・トゥー・バック・スープレックス
ベリー・トゥー・ベリー・スープレックス
スロイダー
ジャーマンスープレックス
ウラ投げ・スラム
裏投げとチョーク・スラムの複合技。
裏投げのようにクラッチして相手を抱え上げ、相手を下方へ投げ捨てるように背面から落とす。

## 獲得タイトル
WWE
- WWE王座 : 1回
- IC王座 : 2回

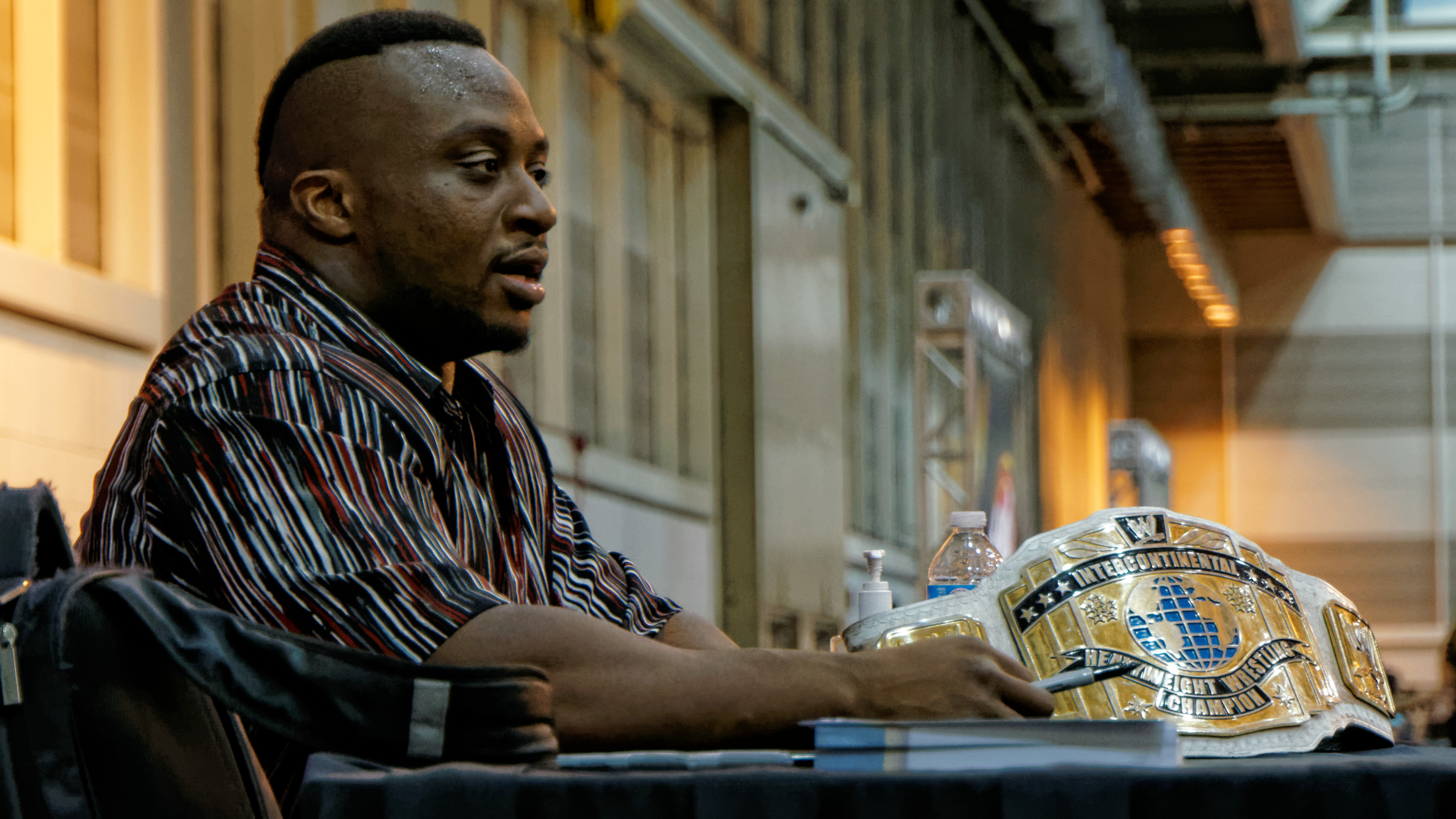
IC王座

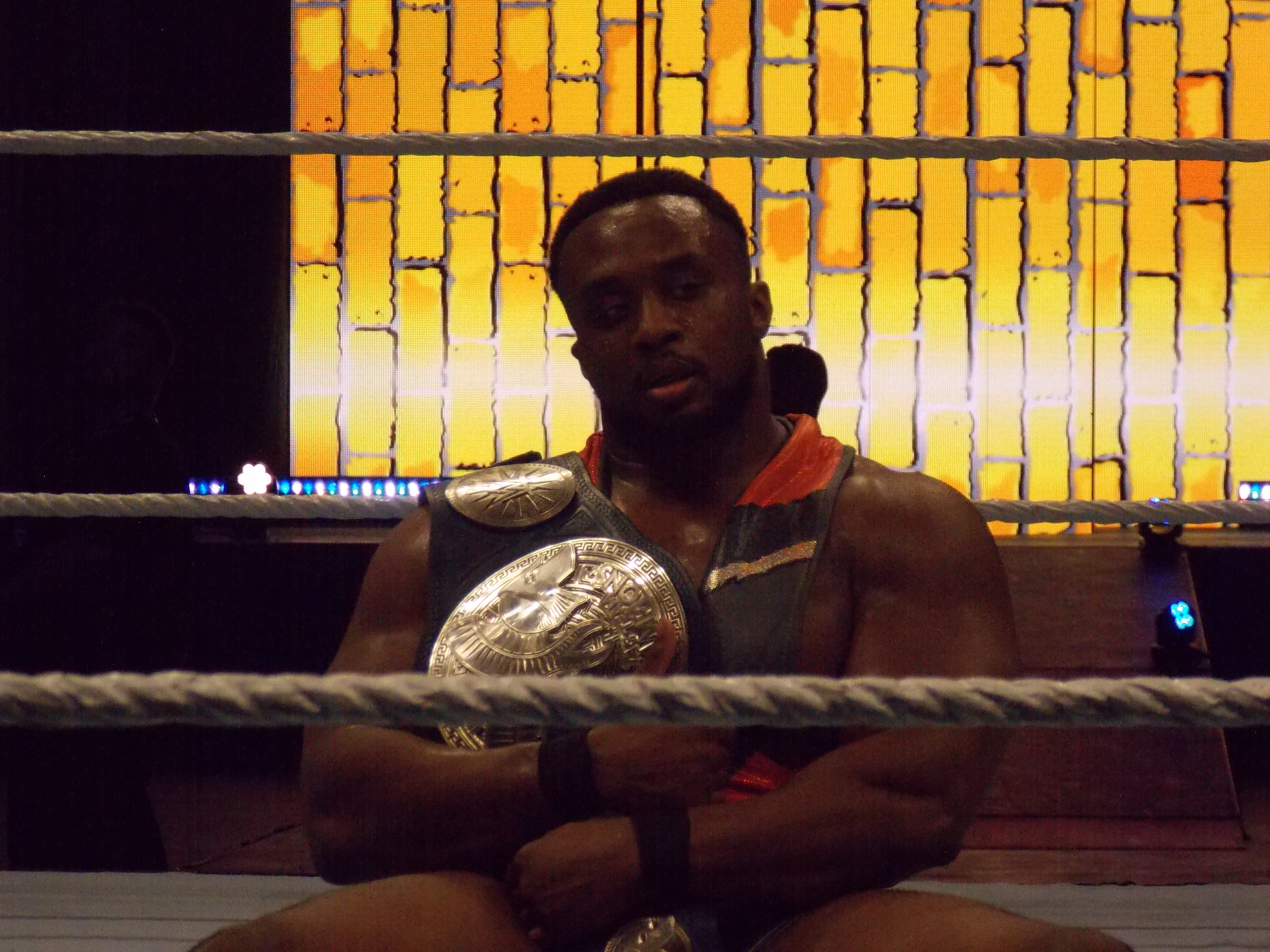
WWE・スマックダウン・タッグ王座

- WWEタッグ王座 / WWE・ロウ・タッグ王座 : 2回

w / コフィ・キングストン & エグゼビア・ウッズ
- WWE・スマックダウン・タッグ王座 : 6回

w / コフィ・キングストン & エグゼビア・ウッズ
- NXT王座 : 1回
- トリプルクラウン達成

FCW
- FCWフロリダタッグチーム王座 : 1回

w / カルバン・レインズ

## 入場曲
- I Can't Keep Still.
- I Need Five
- Three Ain't Enough
- New Day, New Way
- Feel The Power (feat. Wale and DJ Money) - 現在使用中